# Britten-Schelfeis
Koordinaten: 72° 35′ S, 72° 32′ W
Das Britten-Schelfeis ist ein Schelfeis im Südwesten der Alexander-I.-Insel westlich der Antarktischen Halbinsel. Am Südufer der Monteverdi-Halbinsel liegt es im Britten Inlet. Seine Abbruchkante an der Ronne Entrance ist als Britten-Eisfront bekannt.
Das UK Antarctic Place-Names Committee benannte es am 8. Dezember 1977 in Verbindung mit der gleichnamigen Bucht nach dem britischen Komponisten Benjamin Britten (1913–1976).